# 韓天寿
韓 天寿（かん てんじゅ、男性、享保12年（1727年） – 寛政7年3月23日（1795年5月11日））は、江戸時代中期の日本の書家である。また画・篆刻も巧みであった。
本姓は青木氏。名の天寿は、本来「たかかず」と読む。字は大年、号は酔晋斎、三岳道者。百済の余璋王の後裔であることから韓を名乗り韓天寿と称する。通称中川長四郎。伊勢の人。

## 略伝
京都の青木家に生まれたが、伊勢の両替商中川家の養子となった。33歳で家業を継ぐ。屋号は田丸屋といった。
書ははじめ松下烏石に就いて文徴明の書法を学ぶが、40歳頃に沢田東江に魏晋の古書法を薦められ研究。特に二王（王羲之・王献之）に師法し書の研究に没頭した。また古法帖の臨模双鈎にも精通。細井広沢らが開発した正面刷りの技法を駆使して曹全碑や皇甫府君などの法帖を精巧に模刻している。
山水画の臨模も盛んに行い、伊孚九と池大雅の山水画を縮小して模刻した『伊孚九・池大雅山水画譜』を製作している。画は文人画風の山水図を画き、篆刻も巧みだった。
池大雅と高芙蓉と親しく交わり、三人で富士山・白山・立山に登山したことから、三人ともが三岳道者と号している。なお、青木夙夜は従弟にあたり天寿を通じて大雅の門弟となっている。
中川家には蔵書が多かったが、その上に更に古い法帖や墨籍の蒐集を続けた。しかし、国内の法帖は劣悪でみるに堪えなかったので高価な金額でも中国から舶載されたものを購入した。隣家の火災が延焼したときも何よりもまずその蔵書を守ったという。収集癖が高じすぎて晩年は貧窮した。

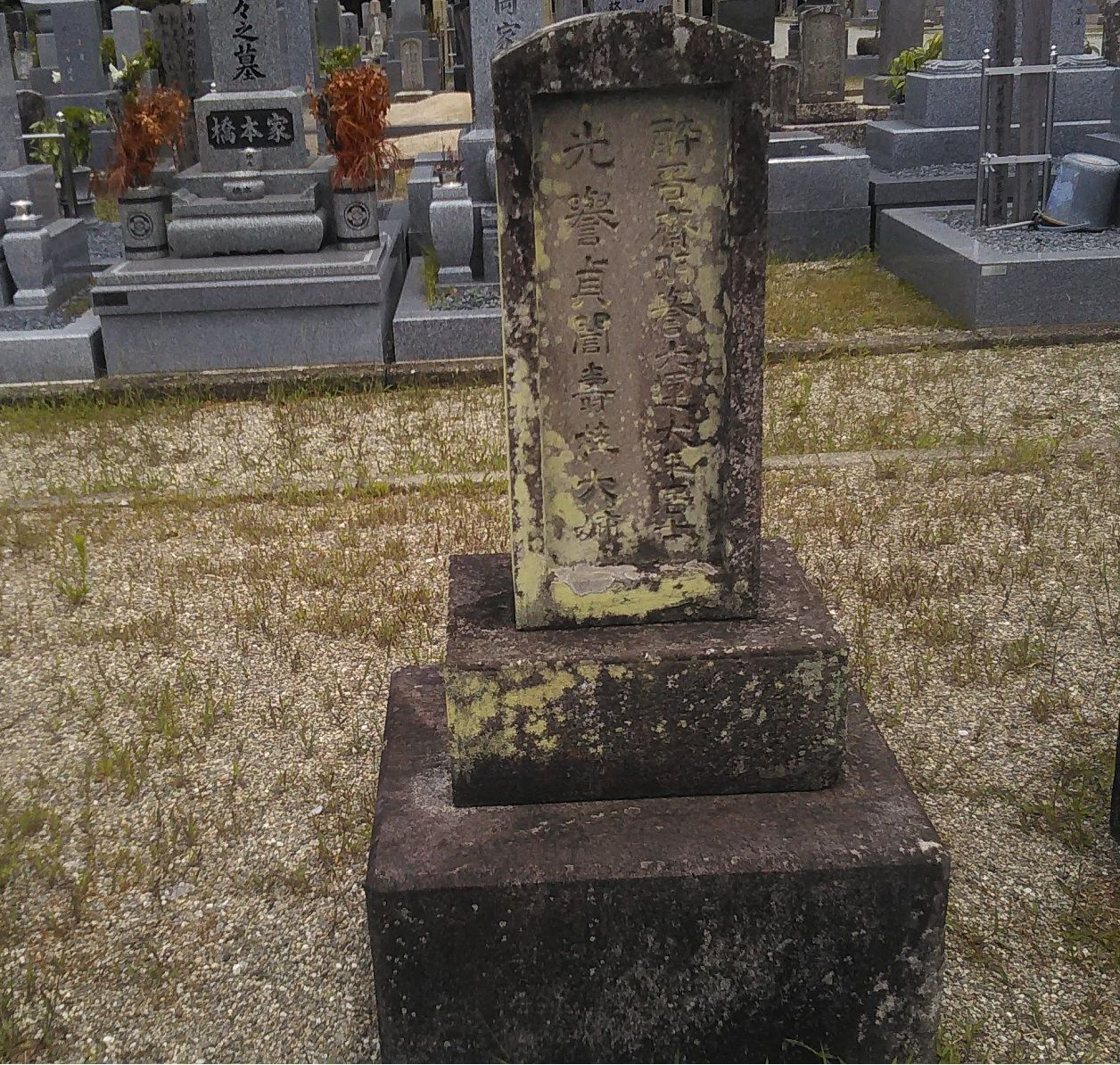
韓天寿の墓(松阪市篠田山墓苑)

伊勢松阪清光寺に葬られる(篠田山墓苑清光寺区に改葬)。また京都東山通妙寺にも墓所がある。享年69。

## 主な著作
- 『古帖集覧』
- 『古篆彙』

## 註
1. ↑  この稿本を天寿没後木村蒹葭堂を介して中野素堂が『伊孚九・池大雅山水画譜』として刊行した。これによって伊孚九の名が全国に広まった。